# Zanthoxylum bungeanum
Zanthoxylum bungeanum, comunemente noto come pepe di Sichuan, è una pianta appartenente alla famiglia delle Rutaceae.

## Descrizione
Z. bungeanum è un arbusto deciduo o un piccolo albero che può crescere fino a 3-7 metri di altezza. La pianta viene spesso coltivata in alcune parti della Cina per i suoi frutti, i cui gusci costituiscono il pepe di Sichuan. A differenza del vero pepe i semi interni vengono scartati e si usano solo i gusci che li contengono. 
La specie è dioica: se si desiderano frutti e semi, è necessario coltivare sia forme maschili che femminili. I frutti vengono raccolti da agosto a ottobre ed essiccati al sole dopo aver rimosso i semi e le sostanze estranee. La pianta preferisce un buon terreno profondo, ben drenato e che trattenga l'umidità in pieno sole o in penombra.

## Distribuzione
Z. bungeanum è originario della Cina e ampiamente distribuito nelle province di Sichuan, Shaanxi, Yunnan, Guizhou, Gansu, tra le quali la provincia di Sichuan contiene le maggiori aree di produzione, famose per la loro elevata produzione e qualità. Inoltre, è anche ampiamente coltivato in Giappone, Corea, India e in altre regioni. 

## Usi

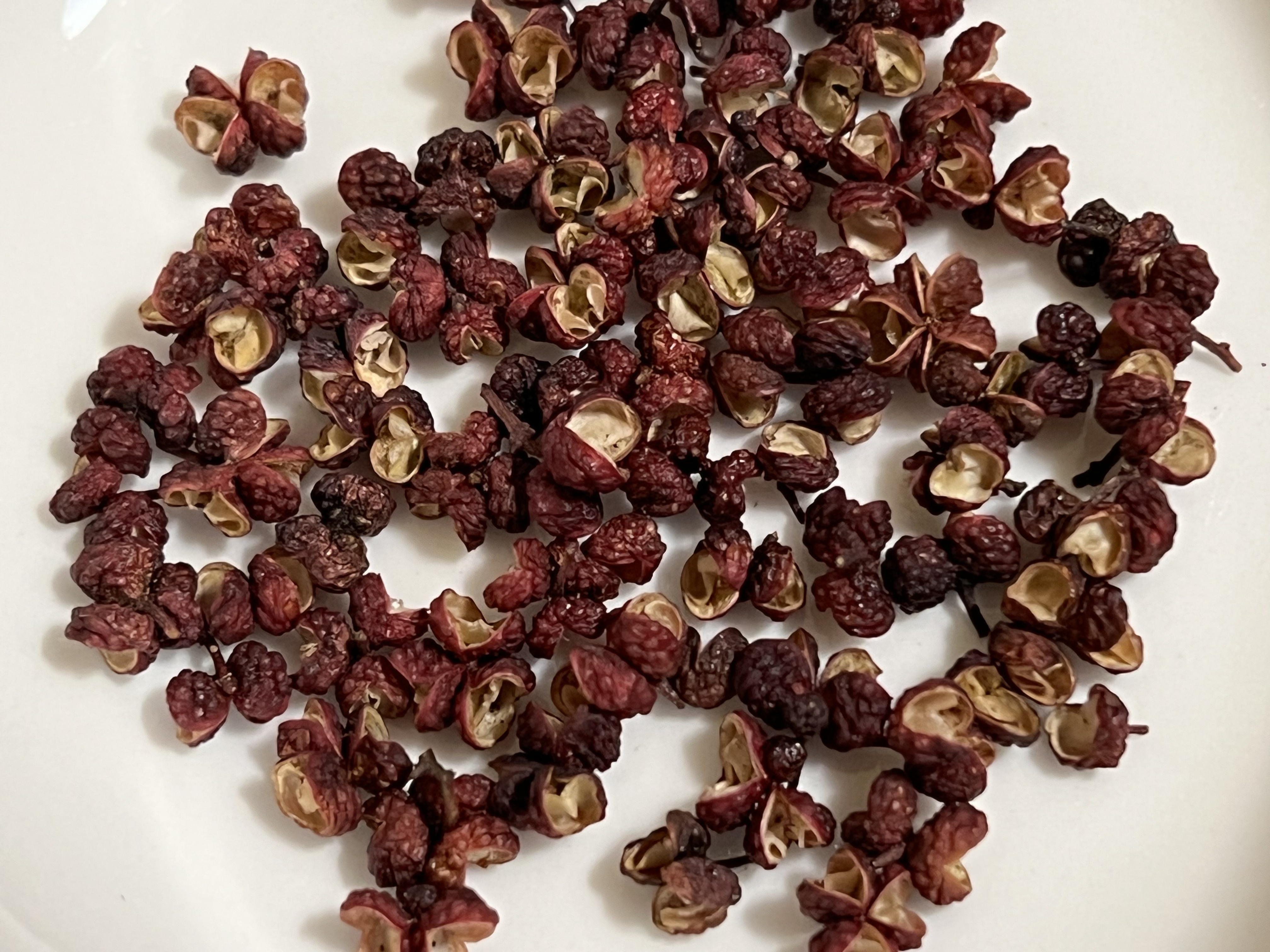
Pepe di Sichuan

I gusci dei frutti di Z. bungeanum vengono raccolti e usati come spezia.
Quando viene mangiato, il pepe di Sichuan produce un effetto formicolante e intorpidente dovuto alla presenza di idrossi-alfa-sanshoolo. La spezia ha l'effetto di trasformare altri sapori assaporati insieme o subito dopo.